# 石龙区
石龙区是中华人民共和国河南省平顶山市的市辖区，不过和平顶山市其他三个市辖区并不接壤。原名西区，因所在地有河名为石龙，于1997年12月18日报国务院改为石龙区。區人民政府駐人民路街道。
石龙区地处韩梁煤田，其主要资源为煤炭和石灰石。

## 历史
1971年5月10日，许昌地区宝丰县、鲁山县、叶县、郏县的44个大队归平顶山市。当月下旬，设立平顶山市西区，划宝丰县大营公社的7个大队、张八桥公社的3个大队、鲁山县梁洼公社的1个大队组成五七公社，属西区。西区并设梁洼、韩庄、高庄、大庄4街道。:64
1973年3月，废。五七公社划归郊区，4个街道划归新华区。:69
1977年5月，复。:80
1979年4月18日，再废，划新华区。西区的中共委员会、革委会撤销，设立西区办事处。区属五七公社由郊区领导。:89
1982年12月22日，又复设。:103
1990年2月12日，西区与其辖的南顾庄乡合并，西区直接管理各行政村，但保留南顾庄乡建制。:151
1994年7月18日，获批为平顶山市改革开放试验区。:181
1997年12月18日，改设石龙区，辖南顾庄乡和梁洼、高庄2个街道，区人民政府驻人民路。:151

## 人口
根據第七次人口普查數據，截至2020年11月1日零時，石龍區常住人口43429人。

## 行政区划
石龙区下辖4个街道办事处：
高庄街道、龙兴街道、人民路街道和龙河街道。